# ハッブル宇宙望遠鏡
ハッブル宇宙望遠鏡（ハッブルうちゅうぼうえんきょう、英: Hubble Space Telescope、略称：HST）は、グレートオブザバトリー計画の一環として1990年4月24日に打ち上げられた、地上約600km上空の軌道上を周回する宇宙望遠鏡である。名称は、宇宙の膨張を発見した天文学者エドウィン・ハッブルに因む。長さ13.1メートル、重さ11トンの筒型で、内側に反射望遠鏡を収めており、主鏡は直径2.4メートルである。地球の大気や天候による影響を受けないため、地上からでは困難な高い精度での天体観測が可能。
当初の計画では15年程度の運用予定だったが、その成果の大きさから35年以上も運用が続けられている。

## 概要
ハッブル宇宙望遠鏡は、地球の周回軌道にのせられた望遠鏡の中では、一番成功を収めたものだとされている。
ハッブル宇宙望遠鏡が行う観測のほとんどは、目で見える光の波長（可視光）を使う。そのため、望遠鏡を地球の大気の薄い所に置く最も大きな利点は、シーイングによる歪みを受けないことである。観測する天体を細かなところでまで明らかにすると同時に、光を狭い範囲へ集めることで暗い天体まで観測することができる。
逆に、宇宙空間に展開することでの欠点は、様々な宇宙線が大気によって減衰されずに暴露されること、故障時の対応に時間とコストが大きくかかることである。その軌道高度は国際宇宙ステーションよりもさらに100km以上外側であり、その軌道傾斜角も大きく異なるため、スペースシャトルが退役して以降、一度も直接アクセスしていない。搭載機器は基本的に故障以外での交換はされていないため、宇宙観測機器の根幹は打ち上げ当時の1990年における技術である。
望遠鏡の大きさを例えるとバスほどになる。これまでにスペースシャトルは設置を含めて5回この望遠鏡とドッキングし、宇宙飛行士が打ち上げ後の試験運用で判明した光軸のずれを補正したり、観測装置を補修したり、新しいカメラや分光器を取り付けるなどしてきた。無人機等でのアクセスなどは実施されておらず、今後もその計画は無い。
地球周回軌道を回りつつ、自身の姿勢を全天に向けられるように制御され、姿勢制御はリアクションホイールを使用する。電源は主鏡の両脇に設置された太陽電池パネルを用いて発電されている。

## 観測用装備

ハッブル宇宙望遠鏡の分解図

5つの観測機器に加えて、望遠鏡の照準に使用され姿勢制御や正確な位置天文観測にも使用されるファイン・ガイダンス・センサーを備えている。これらの装備は、スペースシャトルでの整備によって交換が行われ、初期の装備はすべて交換されている。
2009年の最後のサービスミッション以降、稼働しているものは、ACS、COS、STIS、WFC3で、残りのNICMOSは休止状態だがWFC3が故障した場合に稼働させる可能性がある。
2024年現在、ジャイロスコープ6個中4個が故障しており、1個を予備用に確保して残り1個のみを使用して位置制御している。
現在の装備
- 掃天観測用高性能カメラ（ACS、2002–現在）
- 宇宙起源分光器（英語版）（COS、2009–現在）
- 宇宙望遠鏡撮像分光器（英語版）（STIS、1997–現在、非稼働期間：2004–2009）
- 広視野カメラ3（WFC3、2009–現在）
- 近赤外線カメラ・多天体分光器（英語版）（NICMOS、1997年–現在、2008年から休止状態）
- ファイン・ガイダンス・センサー（英語版）（FGS、1990–現在）

旧装備
- Faint Object Camera（FOC; 1990–2002）
- Faint Object Spectrograph（FOS; 1990–1997）
- Goddard High Resolution Spectrograph（GHRS / HRS、1990–1997）
- High Speed Photometer（HSP、1990–1993）
- 球面収差修正装置(COSTAR、1993–2009)
- 広視野惑星カメラ（WFPC; 1990–1993）
- 広視野惑星カメラ2（WFPC2; 1993–2009）

COSTAR、FOS、WFPC2は、アメリカ合衆国国立航空宇宙博物館に展示されている。HSPは、ウィスコンシン大学マディソン校にある。WFPCは解体され、一部のコンポーネントはWFC3で再利用された。FOCは、ドイツ連邦フリードリヒスハーフェン近郊のドルニエ博物館に展示されている。

## 成果

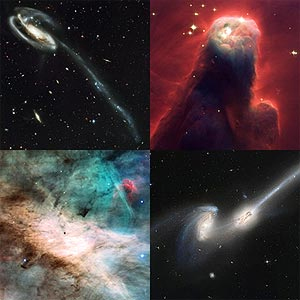
ハッブル宇宙望遠鏡が捉えた宇宙: 左上: おたまじゃくし銀河 Arp188、右上: コーン星雲 NGC2264、左下: オメガ星雲 M17 での恒星の誕生、右下: 融合銀河 NGC4676

- シューメーカー・レヴィ第9彗星が木星に衝突する様子を克明に捉えた（1994年）。
- 太陽系外の恒星の周りに惑星が存在する証拠を初めて得た。
- 銀河系を取巻く暗黒物質（ダークマター）の存在を明らかにした。
- 宇宙の膨張速度が加速しているという現在の宇宙モデルはハッブル宇宙望遠鏡の観測結果によって得られた。
- 多くの銀河の中心部にブラックホールがあるという理論は、ハッブル宇宙望遠鏡の多くの観測結果によって裏付けられている。
- 1995年12月18日 - 28日、おおぐま座付近の肉眼でほとんど星のない領域について十日間にわたり観測を行い、「ハッブル・ディープ・フィールド」と呼ばれる1500 - 2000個にも及ぶ遠方の銀河を撮影した。これに続き、南天のきょしちょう座付近において「南天のハッブル・ディープ・フィールド」 (Hubble Deep Field - South) 観測を行った。 双方の観測結果は非常に似かよっており、宇宙は大きなスケールにわたり均一であること、地球は宇宙の中で典型的な場所を占めていることを明らかにした。
- 2011年12月、科学誌に投稿された論文が21年間で10,000件に到達[7]。

## 光学系の不具合・修理

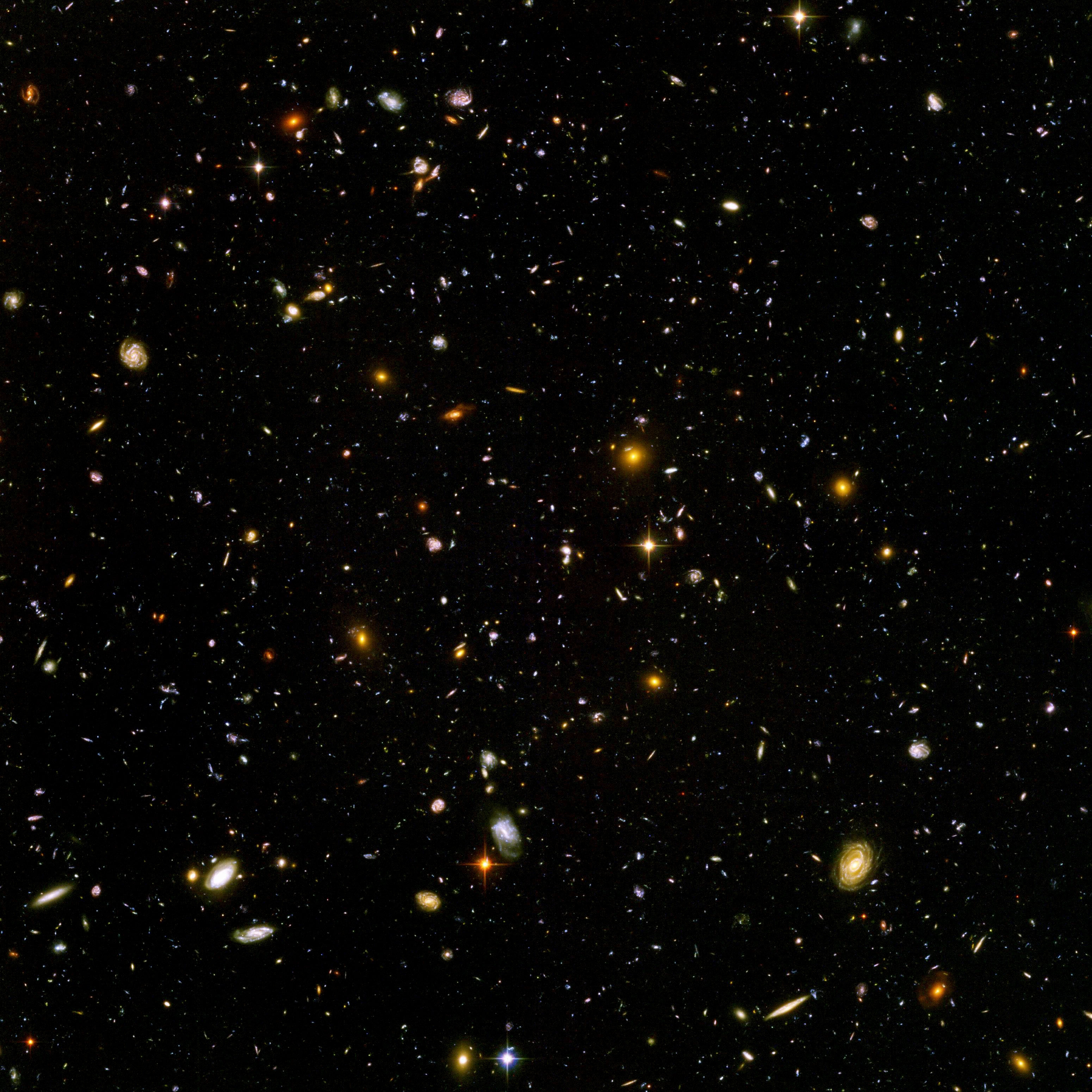
光学系改修により可能となった、ハッブルウルトラディープフィールド

幾度の打ち上げ延期を乗り越え、1990年にスペースシャトル・ディスカバリー号によって打ち上げられた。しかし打ち上げ直後の調整で天体の光を集める鏡の端が設計より0.002mm平たく歪んでいることが発覚。この誤差により分解能は予定の5%になってしまった（ただし5%でも地上の望遠鏡より遥かに高い分解能を有していた）。
この歪みは、主鏡を製造したパーキンエルマー社（光学事業売却により現在はグッドリッチ光学宇宙システム部門）の工場において鏡面の歪みを検出するヌル補正装置が正しく取り付けられていないことが原因だった。本来小型の鏡の歪みを検出する用途に使われていたこの装置を、2.4mの大型鏡の補正に用いるために無理に取り付けたことが歪みを生む結果につながったのである。
この問題を修正するために、焦点に入ってくる15%の光を最大限に活用するソフトウェアが開発された。これで性能は58%まで回復。これ以上の修復は直接宇宙へ行き、ハッブルを修理するしかなかった。
元々ハッブルは運用期間15年（当初の予定）の間に数回スペースシャトルから修理などを受ける予定だったので、NASAはこの修理に鏡の誤差を修正する光学系の装置を入れる事を急遽決定。この修理に伴う船外活動のため、宇宙飛行士たちは一年以上、延べ400時間に及ぶ訓練を受けることとなる。この訓練のおかげで、この大修理は成功。ハッブルは当初の予定を遥かに超える性能を手にし、天文学史に残る数々の貴重な天体写真を捉えている。非常に美しい芸術的な天体写真も多数公開されている。ただし、これらの写真は必ずしも本物の色ではないことがある。肉眼では見えない領域の光（赤外線、紫外線など）を撮影した場合は、擬似カラーと呼ばれ、わかりやすいように波長ごとに色付けするためである。

## 歴史
- 1990年4月24日: スペースシャトル ディスカバリー号によって打ち上げられる (STS-31) 。
- 1993年12月: 初のサービスミッション (SM1) (STS-61) 。球面収差修正用の光学系であるCOSTAR (Corrective Optics Space Telescope Axial Replacement) を設置。これにより鮮明な画像が得られるようになった。WF/PCの代わりに、WFPC2 (Wide Field Planetary Camera 2) を設置。太陽電池パネルの交換も行なった。
- 1997年2月: 2度目のサービスミッション (SM2) (STS-82) 。FOS (Faint Object Spectrograph) の代わりにNICMOS（近赤外カメラ及び多天体分光器: Near Infrared Camera and Multi-Object Spectrometer）や、GHRS (Goddard High Resolution Spectrometer) の代わりにSTIS（宇宙望遠鏡撮像分光器: Space Telescope Imaging Spectrograph）の設置などを行った。
- 【故障】1999年11月25日: 6台ある姿勢制御用ジャイロスコープのうち4台目が故障し、観測不能に陥る。
- 1999年12月: 3度目のサービスミッション (SM3A) (STS-103) 。ジャイロスコープ6台全てを交換、主コンピュータの交換など。
- 2002年3月: 4度目のサービスミッション (SM3B) (STS-109) 。新型メインカメラACS (掃天用高性能カメラ: Advanced Camera for Surveys) の取り付け（FOC (Faint Object Camera) と交換）、太陽電池パネルを新型のものに交換、NICMOSの冷却装置の設置など。
- 2004年1月16日: NASAは今後、ハッブル宇宙望遠鏡の修理を行なわないと発表。予定されていた5度目のサービスミッション (SM4) は中止された。
- 【故障】2006年6月25日: 新型メインカメラACSが故障。同年6月30日に復旧。
- 【故障】2006年9月23日: ACSが再度故障。同年10月6日に復旧。
- 2006年10月31日: 方針を転換し、5度目のサービスミッションを行い、2013年まで運用を続けるための修理を行うことがNASAより発表された。
- 【故障】 2007年1月23日: ACSが再度故障。同年2月19日になって一部機能の復旧に成功したものの、主要機能の復旧は絶望的である。WFPC2などの旧型機器は動作し続けているため、機能は劣るものの代用が可能。
- 2009年5月11日: 最後のサービスミッション (SM4) (STS-125)。WFPC2をWFC3 (Wide Field Camera 3) へ交換、故障したACSとSTISの修理、COS (Cosmic Origins Spectrograph) の設置、ジャイロとバッテリーの交換など大幅な修理を行う。ハッブルは「今までで最高の性能」(NASA) になり、少なくとも2014年まで寿命が延びる。ミッションは無事完了し、4ヶ月間のテスト期間を経て活動を再開する。

このSTS-125ミッションで地上に回収されたWFPC2とCOSTARは、2014年4月からスミソニアン博物館で展示を始めた。
- 2009年7月24日: 本格稼動前であるが、木星への天体衝突跡が発見されたため、新しく取り付けられたWFC3で衝突跡を撮影・SM4終了後の画像を初公開した。
- 【故障】2018年10月5日: SM4により旧式3基、改良型3基の計6基のジャイロスコープが搭載された。HSTは3基のジャイロを用いて姿勢制御を行うが、2018年10月までに既に旧式2基は故障しており、残る4基のうち旧式1基と改良型2基による運用がなされていた。この日、3基ある旧式ジャイロのうち稼働状態にあった最後の1基が故障したため、HSTは自動的にセーフモードへと移行した[9][10]。この故障は既に予期されていたものであり、故障発生時には予備のジャイロを稼働させることとなっていた。しかし、予備の改良型1基に電源が投入された際に所期の性能を発揮できないことがHSTの自律診断で判明したため、HSTはセーフモードを継続した[9][10]。
  - 10月22日 過去に故障したジャイロのうち、状態の良かったものを修正してジャイロ3基体制を復旧させた[11][12]。
- 【故障】2021年6月13日: ペイロードコンピューターとメインコンピューターとの間で行う「生存確認」信号が受信できなくなり、メモリモジュールに問題があると考えられた。メインコンピューターによって全科学機器をセーフモードにして、ペイロードコンピューターも再起動させたが14日に停止した。6月18日、他の3つのバックアップメモリモジュールのうちの一つへの切り替えも失敗した。6月23・24日に、ペイロードコンピューターのバックアップに切り替えたが同様のエラーによって失敗している。6月28日に、エラーの原因調査をメモリモジュール以外にも広げるとしている[13][14]。ペイロードコンピューターは、搭載されている望遠鏡や科学機器の制御に使われているため、再起動できなければ以後活動が行えなくなる[15][16]。
- 【復旧】2021年7月14日: 問題箇所を特定した。PCU (Power Control Unit) と呼ばれるペイロードコンピュータのハードウェアの電源となるユニットで、電圧が許容電圧範囲を外れた値を検出して停止していたことが判明した。電源の検出回路が劣化したか電源に問題があると考え、問題の電源部をSI C＆DHユニットごとバックアップに切り替え、7月15日に再起動を行い成功した[17]。
- 2022年9月30日: NASAはスペースX社のドラゴン宇宙船でハッブルのリブーストを行う可能性の研究に署名[18]。
- 【故障】3基稼働中のジャイロスコープの1基の不具合で、2023年11月19日にセーフモードに入り一旦復旧したものの11月21日に再びセーフモードとなったため、11月23日より復旧作業を行なっている[19][20]。12月8日、NASAより「広視野カメラ3（WFC3）」と「掃天観測用高性能カメラ（ACS）」の運用を再開したと発表された[21]。「宇宙起源分光器（COS）」と「宇宙望遠鏡撮像分光器（STIS）」は2023年12月後半の運用再開が予定されている[21]。
- 【故障】2024年5月24日:3基稼働中のジャイロスコープの内、1基に誤ったテレメトリが取得される問題が発生。[22]セーフモードに入り、観測を一時停止。その他の搭載機器には影響はなく、望遠鏡の状態も良好。6月4日、使用可能なジャイロ2基の内1基のみで運用し、残り1基を将来のための予備として残す運用方針を発表した。[23]今後、システムの再構成や観測への評価などを行い、2024年6月中旬の観測再開を予定している。

## ギャラリー

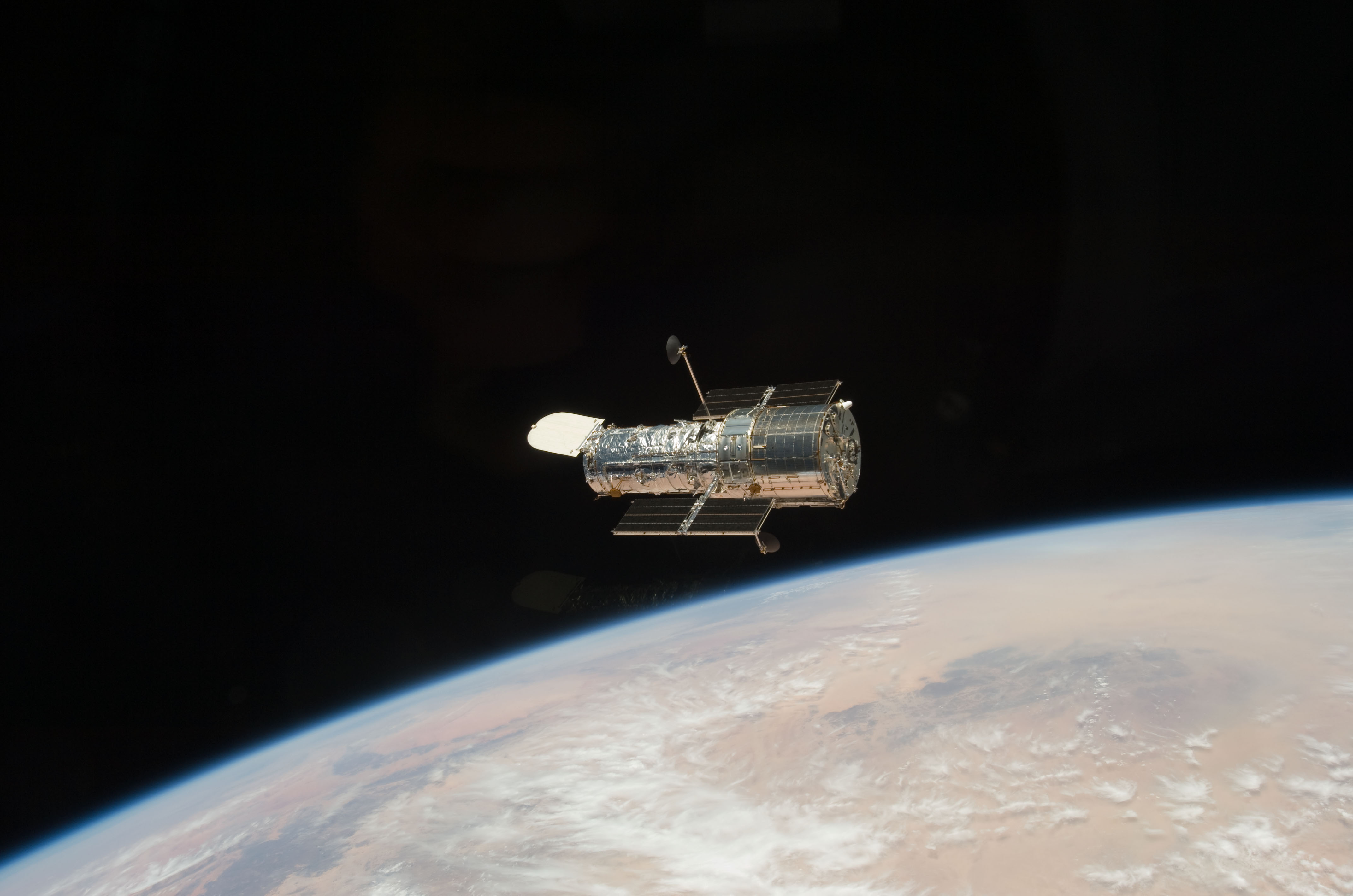
軌道上のハッブル宇宙望遠鏡
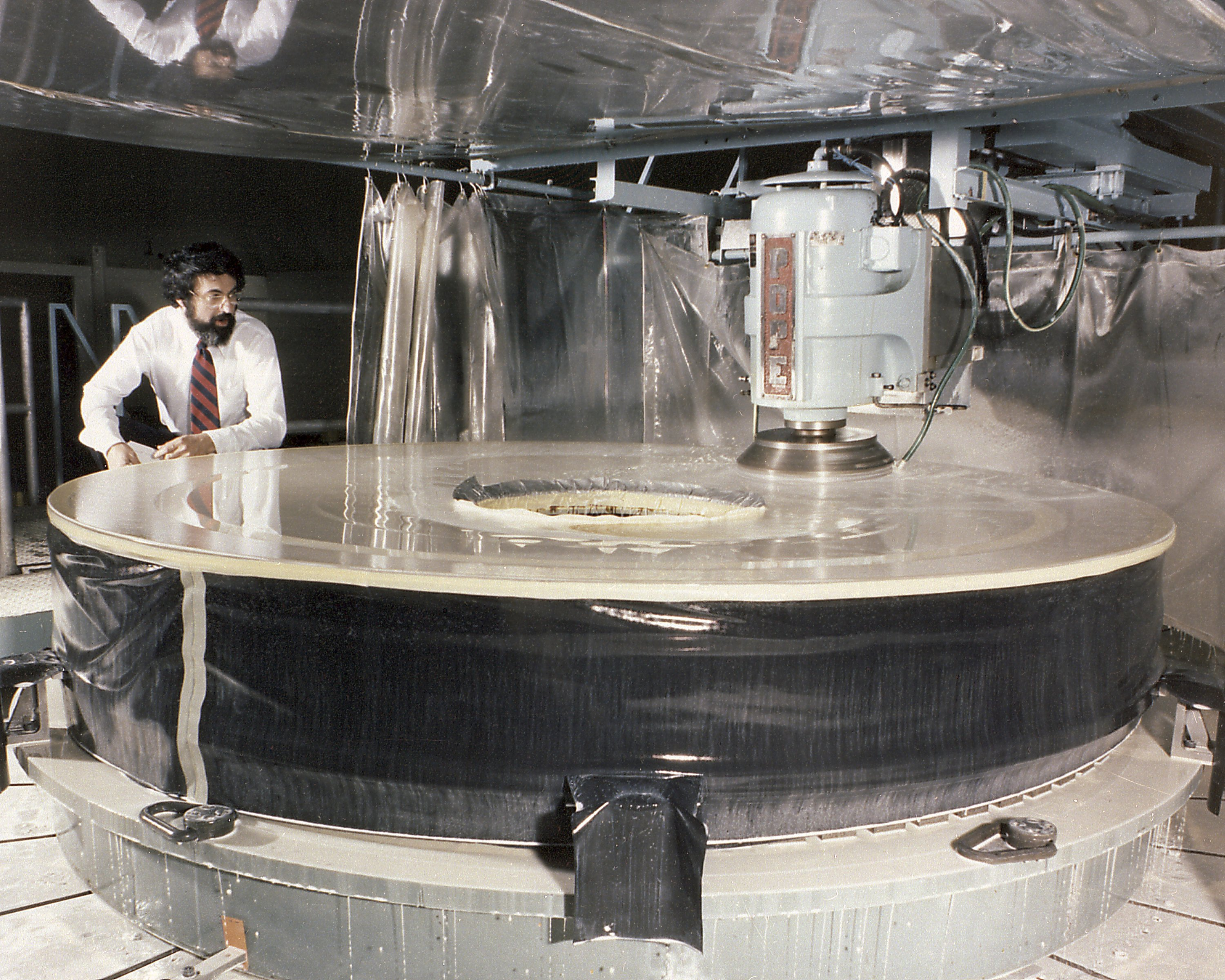
主鏡の研磨
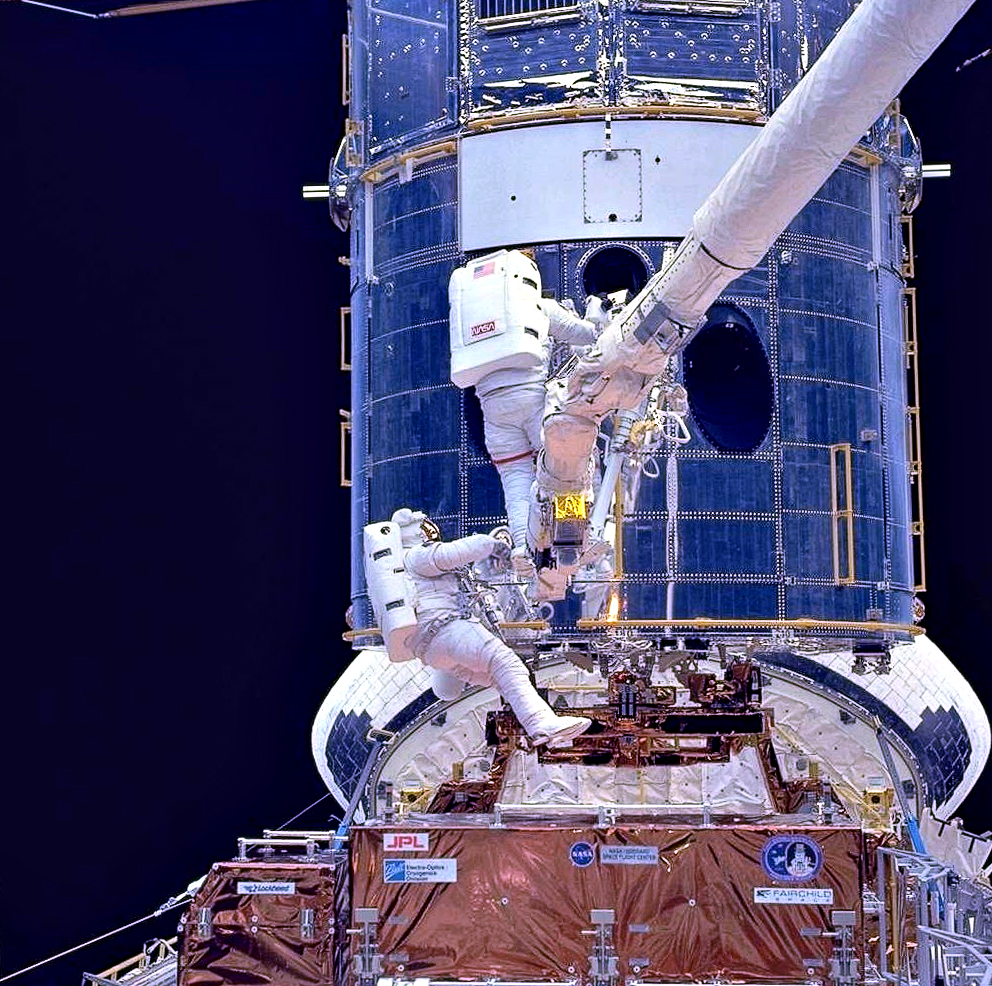
第1回目修理
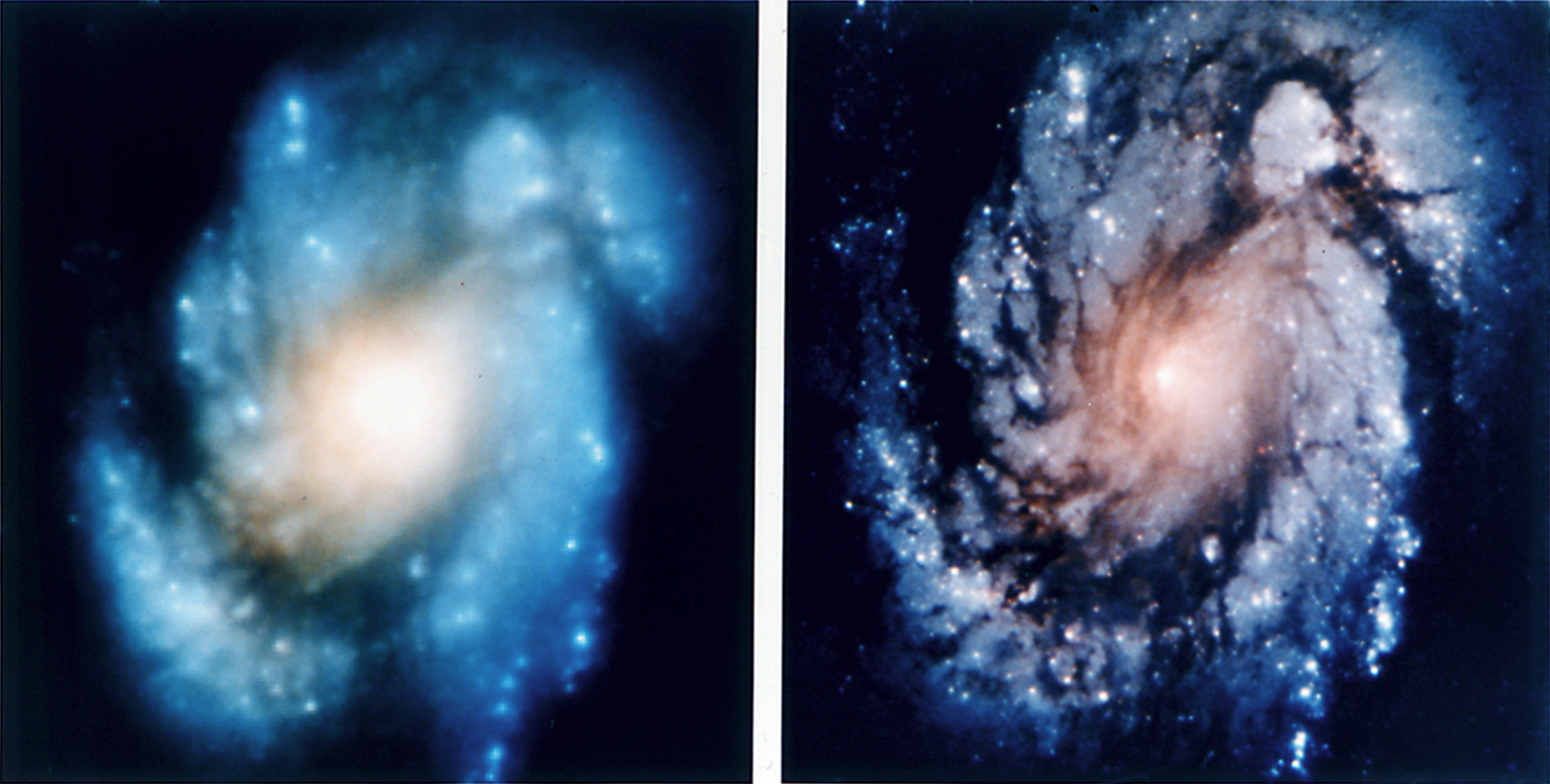
第1回目修理前後の比較。格段に像が鮮明になっている
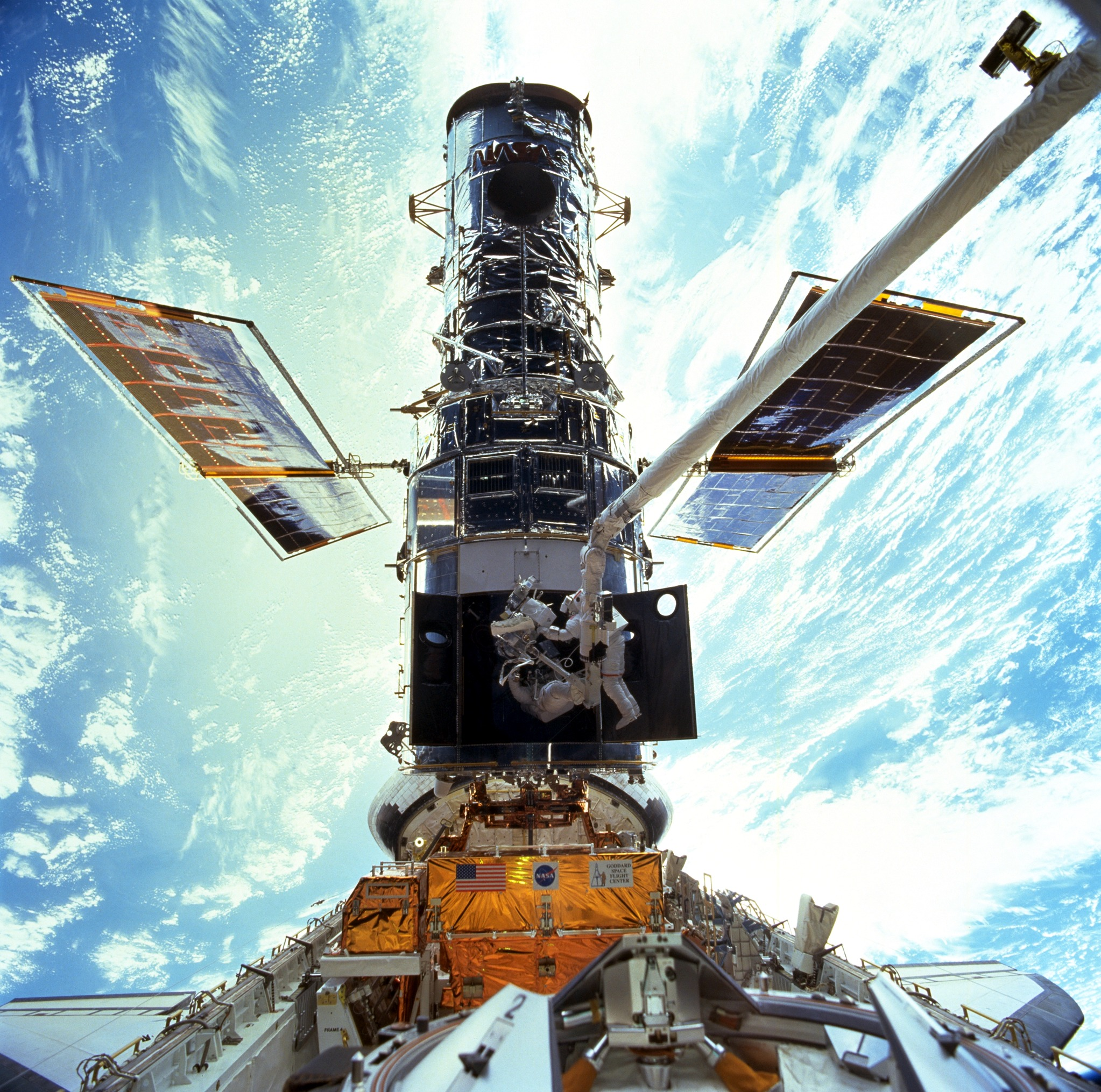
第3回目修理
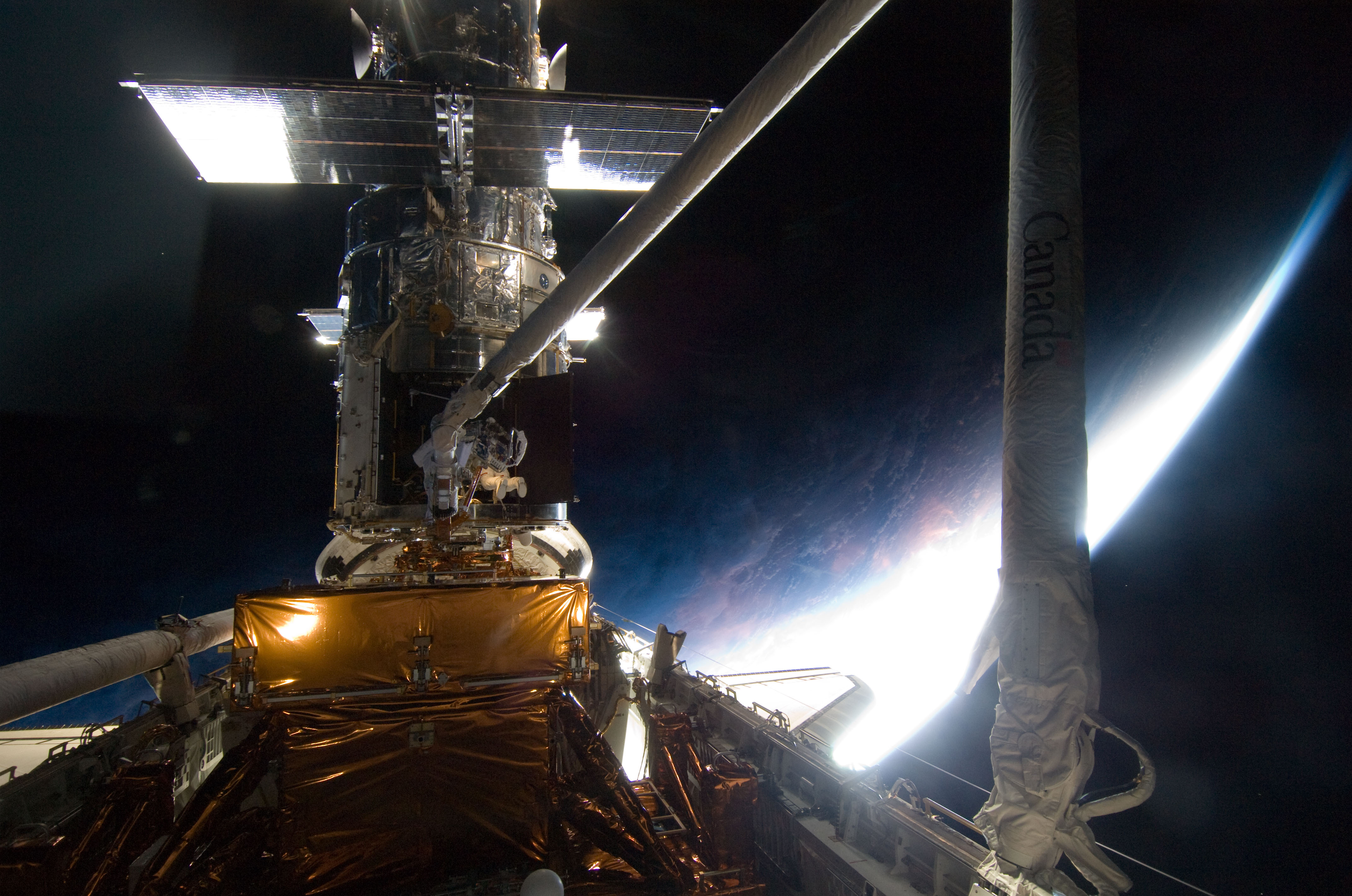
第5回目修理
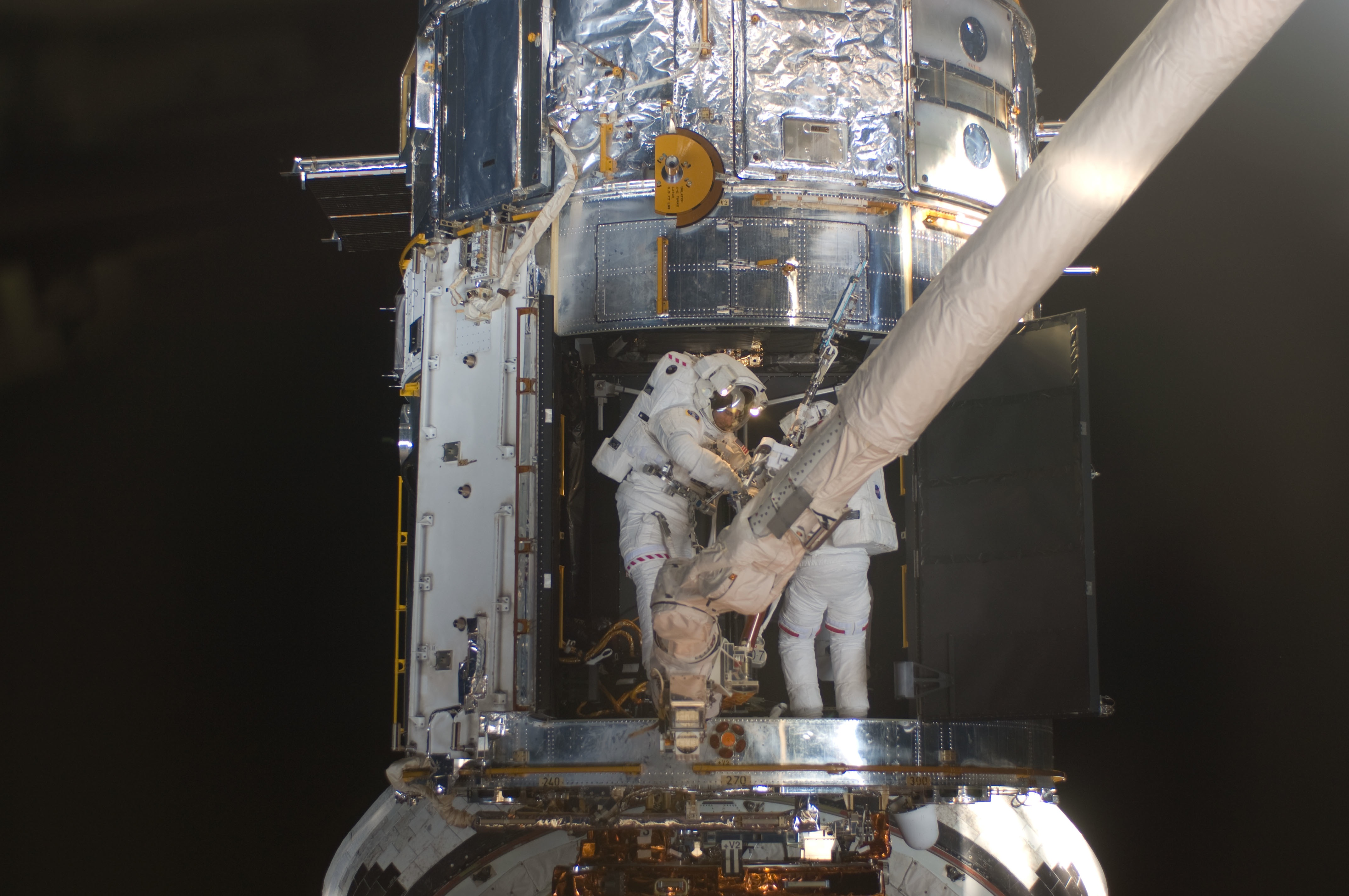
作業する宇宙飛行士
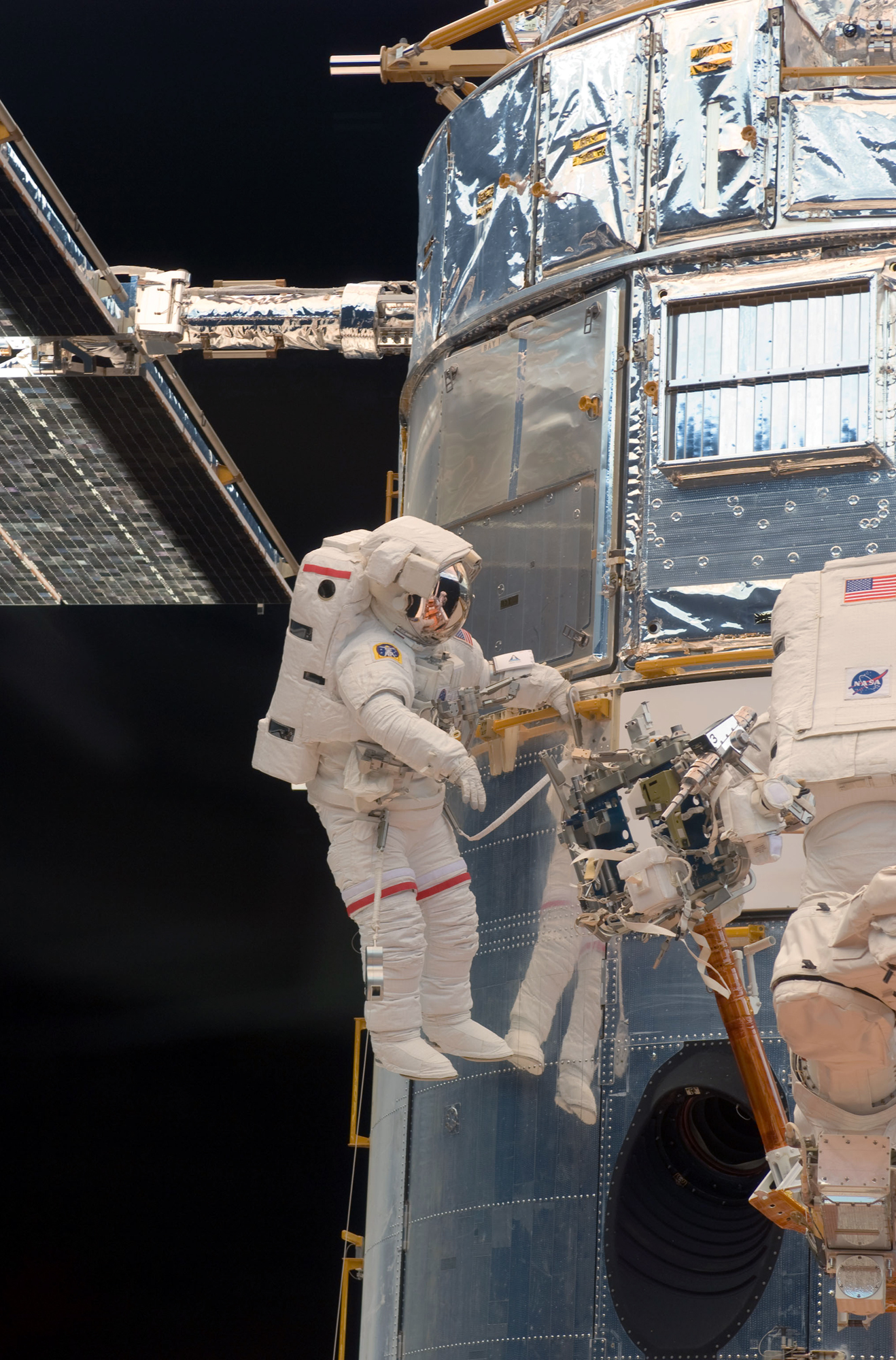
作業する宇宙飛行士

## 新たな宇宙望遠鏡計画

### ジェイムズ・ウェッブ宇宙望遠鏡
ハッブル宇宙望遠鏡の後継機としてジェイムズ・ウェッブ宇宙望遠鏡 (JWST) が2021年12月25日に打ち上げられた。六角形の鏡を18枚組み合わせた主鏡の口径は約6.5mであり、ハッブル宇宙望遠鏡よりも大幅な高性能化が図られている。ただし観測波長域は近赤外線・赤外線のみであり、近紫外線・可視光の観測能力は持たない。地球と太陽のラグランジュ点 (L2) に位置することで、地球近傍の塵の影響を避け、より高精度の観測を可能としている。元は2011年の打ち上げ予定であったが、度々延期されたものである。

### ナンシー・グレース・ローマン宇宙望遠鏡
2012年6月4日、アメリカ国家偵察局 (NRO) のKH-11と推測される偵察衛星の地上予備機2機をNASAに供与することが米国メディアで報じられた。この偵察衛星の主鏡の口径は2.4mあり、ハッブル宇宙望遠鏡と同じであるがよりハイテクで軽量である。視野はハッブル宇宙望遠鏡よりも100倍広く、焦点距離は短くなる。この地上撮影用の望遠鏡を宇宙観測用望遠鏡に改造し、2026年10月にファルコンヘビーロケットで打ち上げの計画。
NASAのマネージャと大学の天文学者がこの光学系を点検した結果、ハッブル宇宙望遠鏡のものよりも優れていることが確認された。これにより、太陽系外の惑星の撮影や、ダークエネルギーの存在確認に役立てることができると考えられる。この望遠鏡の2次鏡は、地上からの制御あるいは搭載機器の制御で可動させることができる。この2次鏡は6本の支柱で固定されており、各支柱の下部にサーボモータが装備されており、これで焦点の微調節ができる。この供与されるNROの衛星には、太陽電池アレイ、コンピュータ、姿勢制御システム、観測機器といった主要な部分は含まれていない。
NASAは15億ドルをかけて口径1.5mの旧称WFIRST（広視野近赤外線サーベイ宇宙望遠鏡）を開発する予定であったが、口径が2.4mに変更され、のちに名称がナンシー・グレース・ローマン宇宙望遠鏡と決定された。

### 大型紫外可視近赤外線宇宙望遠鏡
NASAが2021年に将来の旗艦計画で、初期段階の策定をしている大型紫外可視近赤外線宇宙望遠鏡 (LUVOIR)も、後継機の一つとされる。口径15m(LUVOIR-A) 及び8m(LUVOIR-B) の複合鏡のコンセプトで2039年に打ち上げる想定である。